# اندیس کهنگ ۲
کهنگ ۲ یک اندیس مصالح ساختمانی است که در حوالی شهر کوهپایه استان اصفهان قرار دارد و مادهٔ معدنی موجود در آن، سنگ تزئینی است.  